# Surba
Surba est une commune française située dans le département de l'Ariège, en région Occitanie. Sur le plan historique et culturel, la commune fait partie du pays du Sabarthès, structuré par la haute vallée de l'Ariège en amont du pays de Foix avec Tarascon-sur-Ariège comme ville principale.
Exposée à un climat océanique altéré, elle est drainée par l'Ariège, le ruisseau de la Courbière et par un autre cours d'eau. Incluse dans le parc naturel régional des Pyrénées ariégeoises, la commune possède un patrimoine naturel remarquable : trois sites Natura 2000 (les « quiès calcaires de Tarascon-sur-Ariège et grotte de la Petite Caougno », les « quiès calcaires de Tarascon-sur-Ariège et grotte de la Petite Caougno » et « Garonne, Ariège, Hers, Salat, Pique et Neste »), un espace protégé (le « roc de Sédour ») et quatre zones naturelles d'intérêt écologique, faunistique et floristique.
Surba est une commune rurale qui compte 333 habitants en 2022, après avoir connu une forte hausse de la population depuis 1975. Elle appartient à l'unité urbaine de Tarascon-sur-Ariège et fait partie de l'aire d'attraction de Foix. Ses habitants sont appelés les Surbatois ou Surbatoises.
Le patrimoine architectural de la commune comprend un immeuble protégé au titre des monuments historiques : l'église Saint-Nicolas, inscrite en 1977.

## Géographie

### Localisation
La commune de Surba se trouve dans le département de l'Ariège, en région Occitanie.
Elle se situe à 12 km à vol d'oiseau de Foix, préfecture du département, et à 3 km de Tarascon-sur-Ariège, bureau centralisateur du canton du Sabarthès dont dépend la commune depuis 2015 pour les élections départementales.
La commune fait en outre partie du bassin de vie de Tarascon-sur-Ariège.
Les communes les plus proches sont : 
Bédeilhac-et-Aynat (1,7 km), Rabat-les-Trois-Seigneurs (1,9 km), Quié (2,2 km), Arignac (2,5 km), Tarascon-sur-Ariège (2,9 km), Bompas (3,5 km), Saurat (3,7 km), Gourbit (3,9 km).

Vue de la place centrale de Surba.

Sur le plan historique et culturel, Surba fait partie du pays du Sabarthès, structuré par la haute vallée de l'Ariège en amont du pays de Foix avec Tarascon-sur-Ariège comme ville principale.
Surba est limitrophe de quatre autres communes.
Les communes limitrophes sont Arignac, Bédeilhac-et-Aynat, Rabat-les-Trois-Seigneurs et Tarascon-sur-Ariège.
| Bédeilhac-et-Aynat        |                     | Arignac |
| Rabat-les-Trois-Seigneurs | Surba               |         |
|                           | Tarascon-sur-Ariège |         |

### Géologie et relief
La commune est située dans les Pyrénées, une chaîne montagneuse jeune, érigée durant l'ère tertiaire (il y a 40 millions d'années environ), en même temps que les Alpes. Les terrains affleurants sur le territoire communal sont constitués de roches sédimentaires datant pour certaines du Cénozoïque, l'ère géologique la plus récente sur l'échelle des temps géologiques, débutant il y a 66 millions d'années, et pour d'autres du Mésozoïque, anciennement appelé Ère secondaire, qui s'étend de −252,2 à −66,0 Ma. La structure détaillée des couches affleurantes est décrite dans la feuille « n°1075 - Foix » de la carte géologique harmonisée au 1/50 000ème du département de l'Ariège, et sa notice associée.
La superficie cadastrale de la commune publiée par l’Insee, qui sert de références dans toutes les statistiques, est de 2,22 km2,. La superficie géographique, issue de la BD Topo, composante du Référentiel à grande échelle produit par l'IGN, est quant à elle de 2,21 km2. Son relief est particulièrement escarpé puisque la dénivelée maximale atteint 595 mètres. L'altitude du territoire varie entre 469 m et 1 064 m.
La superficie de la commune est de 222 hectares ; son altitude varie de 469  à   1 064 mètres.

### Hydrographie

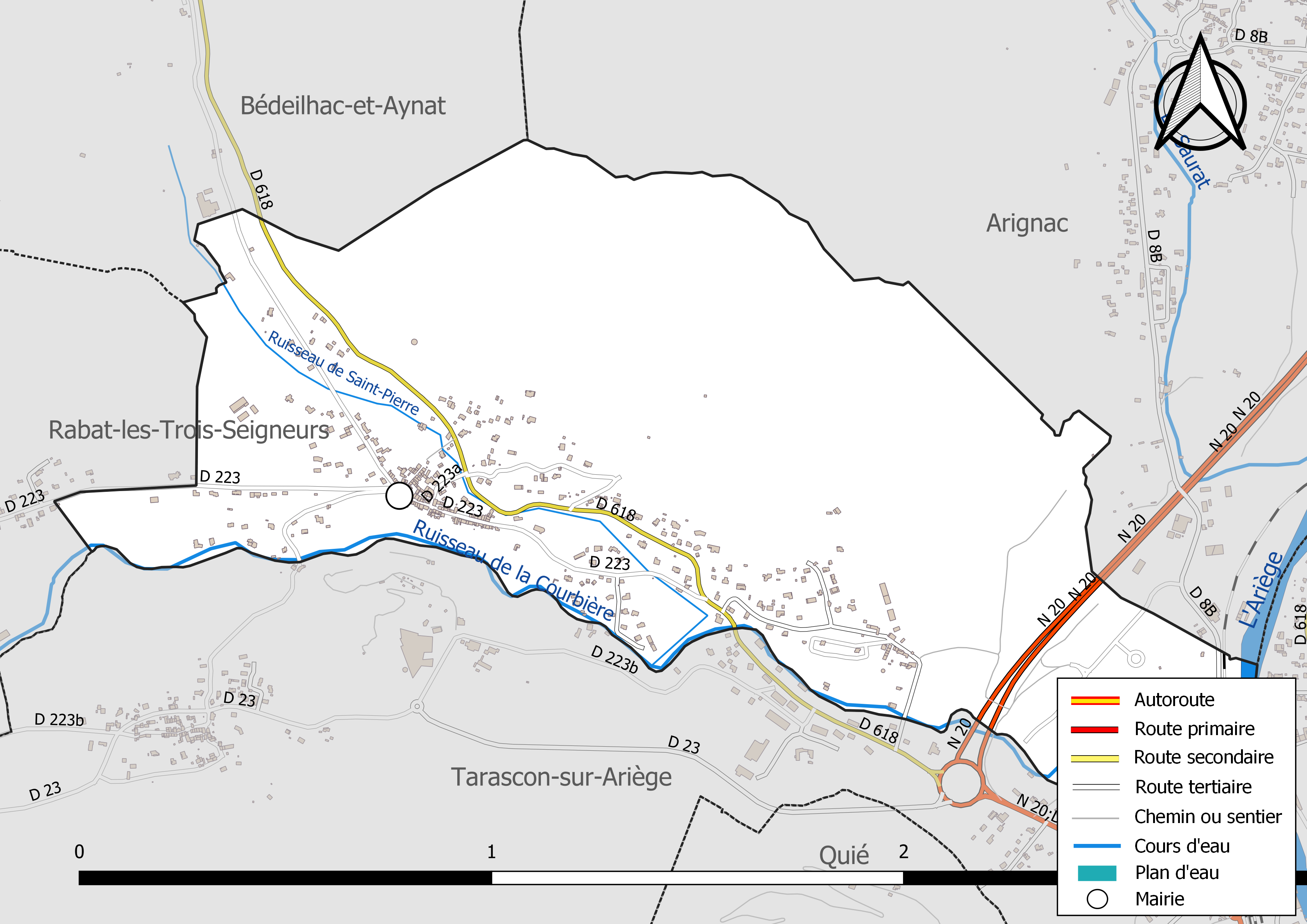
Réseaux hydrographique et routier de Surba.

La commune est dans le bassin versant de la Garonne, au sein du bassin hydrographique Adour-Garonne. Elle est drainée par l'Ariège, le ruisseau de la Courbière et le ruisseau de Saint-Pierre, constituant un réseau hydrographique de 4 km de longueur totale,.
L'Ariège, d'une longueur totale de 162,91 km, prend sa source dans la commune de Porta et s'écoule du sud vers le nord. Elle traverse la commune et se jette dans la Garonne à Portet-sur-Garonne, après avoir traversé 56 communes.
Le ruisseau de la Courbière, d'une longueur totale de 15,7 km, prend sa source dans la commune de Rabat-les-Trois-Seigneurs et s'écoule d'ouest en est. Il traverse la commune et se jette dans l'Ariège sur le territoire communal, après avoir traversé 4 communes.

### Climat
Pour des articles plus généraux, voir Climat de l'Occitanie et Climat de l'Ariège.
En 2010, le climat de la commune est de type climat océanique altéré, selon une étude s'appuyant sur une série de données couvrant la période 1971-2000. En 2020, Météo-France publie une typologie des climats de la France métropolitaine dans laquelle la commune est exposée à un climat de montagne et est dans la région climatique Pyrénées centrales, caractérisée par une pluviométrie annuelle de 1 000 à 1 200 mm.
Pour la période 1971-2000, la température annuelle moyenne est de 11,7 °C, avec une amplitude thermique annuelle de 15,2 °C. Le cumul annuel moyen de précipitations est de 926 mm, avec 9,8 jours de précipitations en janvier et 6,9 jours en juillet. Pour la période 1991-2020, la température moyenne annuelle observée sur la station météorologique la plus proche, située sur la commune d'Aston à 12 km à vol d'oiseau, est de 5,9 °C et le cumul annuel moyen de précipitations est de 1 103,9 mm,. Pour l'avenir, les paramètres climatiques de la commune estimés pour 2050 selon différents scénarios d'émission de gaz à effet de serre sont consultables sur un site dédié publié par Météo-France en novembre 2022.

### Milieux naturels et biodiversité

#### Espaces protégés
La protection réglementaire est le mode d’intervention le plus fort pour préserver des espaces naturels remarquables et leur biodiversité associée,.
La commune fait partie du parc naturel régional des Pyrénées ariégeoises, créé en 2009 et d'une superficie de 245 973 ha, qui s'étend sur 138 communes du département. Ce territoire unit les plus hauts sommets aux frontières de l’Andorre et de l’Espagne (la Pique d'Estats, le mont Valier, etc) et les plus hautes vallées des avants-monts, jusqu’aux plissements du Plantaurel.
Un  autre espace protégé est présent sur la commune : 
le « roc de Sédour », objet d'un arrêté de protection de biotope, d'une superficie de 115,2 ha.

#### Réseau Natura 2000

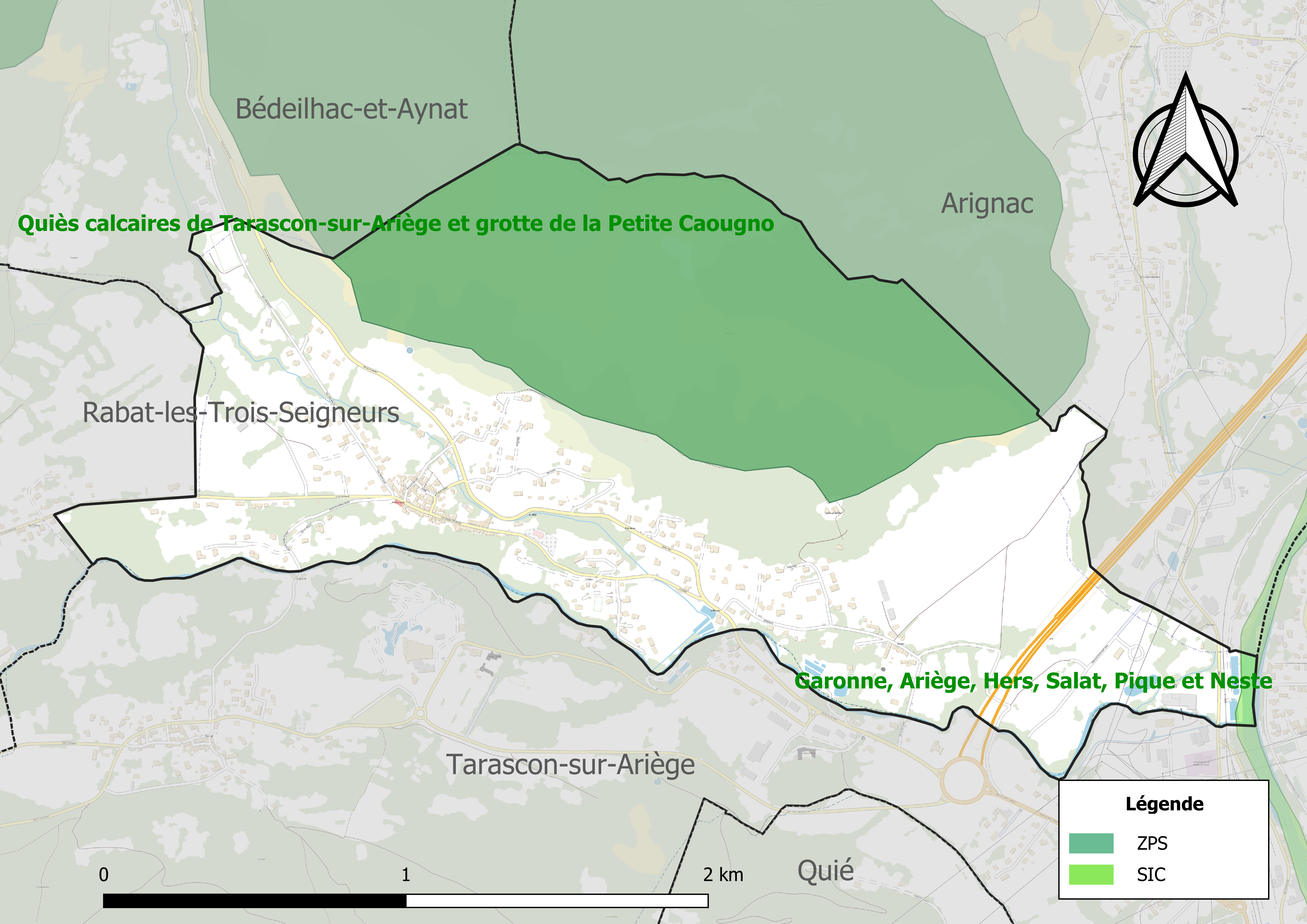
Sites Natura 2000 sur le territoire communal.

Le réseau Natura 2000 est un réseau écologique européen de sites naturels d'intérêt écologique élaboré à partir des directives habitats et oiseaux, constitué de zones spéciales de conservation (ZSC) et de zones de protection spéciale (ZPS).
Deux sites Natura 2000 ont été définis sur la commune au titre de la directive habitats :
- les « quiès calcaires de Tarascon-sur-Ariège et grotte de la Petite Caougno », d'une superficie de 2 478 ha, un espace constitué des massifs calcaires de la vallée de l'Ariège avec station "intra pyrénéenne" de nombreuses espèces méditerranéennes[31] ;
- « Garonne, Ariège, Hers, Salat, Pique et Neste », d'une superficie de 9 581 ha, un réseau hydrographique pour les poissons migrateurs, avec des zones de frayères actives et potentielles importantes pour le Saumon en particulier qui fait l'objet d'alevinages réguliers et dont des adultes atteignent déjà Foix sur l'Ariège[32] ;

et un au titre de la directive oiseaux : 
- les « quiès calcaires de Tarascon-sur-Ariège et grotte de la Petite Caougno », d'une superficie de 2 479 ha, des milieux rupestres exceptionnels. Sont présents deux couples de vautours percnoptères, l'aigle royal (plusieurs couples), des sites de nidifications pour le faucon pèlerin et le hibou grand-duc[33].

#### Zones naturelles d'intérêt écologique, faunistique et floristique
L’inventaire des zones naturelles d'intérêt écologique, faunistique et floristique (ZNIEFF) a pour objectif de réaliser une couverture des zones les plus intéressantes sur le plan écologique, essentiellement dans la perspective d’améliorer la connaissance du patrimoine naturel national et de fournir aux différents décideurs un outil d’aide à la prise en compte de l’environnement dans l’aménagement du territoire.
Deux ZNIEFF de type 1 sont recensées sur la commune :
le « cours de l'Ariège » (1 341 ha), couvrant 112 communes dont 86 dans l'Ariège et 26 dans la Haute-Garonne, et 
les « parois calcaires et quiès du bassin de Tarascon » (8 161 ha), couvrant 58 communes du département
et deux ZNIEFF de type 2, : 
- « L'Ariège et ripisylves » (1 975 ha), couvrant 56 communes dont 43 dans l'Ariège et 13 dans la Haute-Garonne[37] ;
- les « parois calcaires et quiès de la haute vallée de l'Ariège » (9 891 ha), couvrant 40 communes du département[38].

Carte des ZNIEFF de type 1 et 2 à Surba.
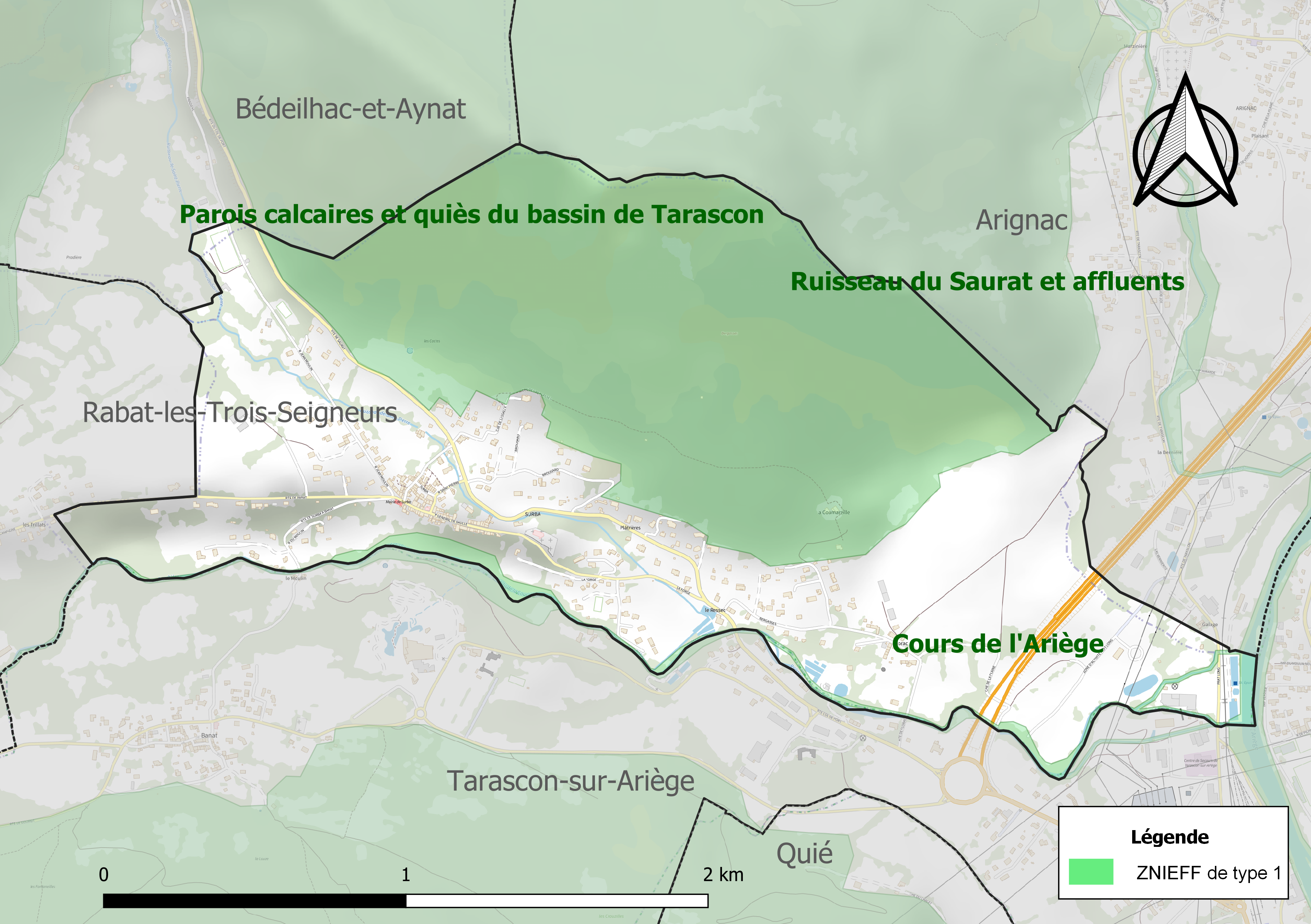
Carte des ZNIEFF de type 1 sur la commune.
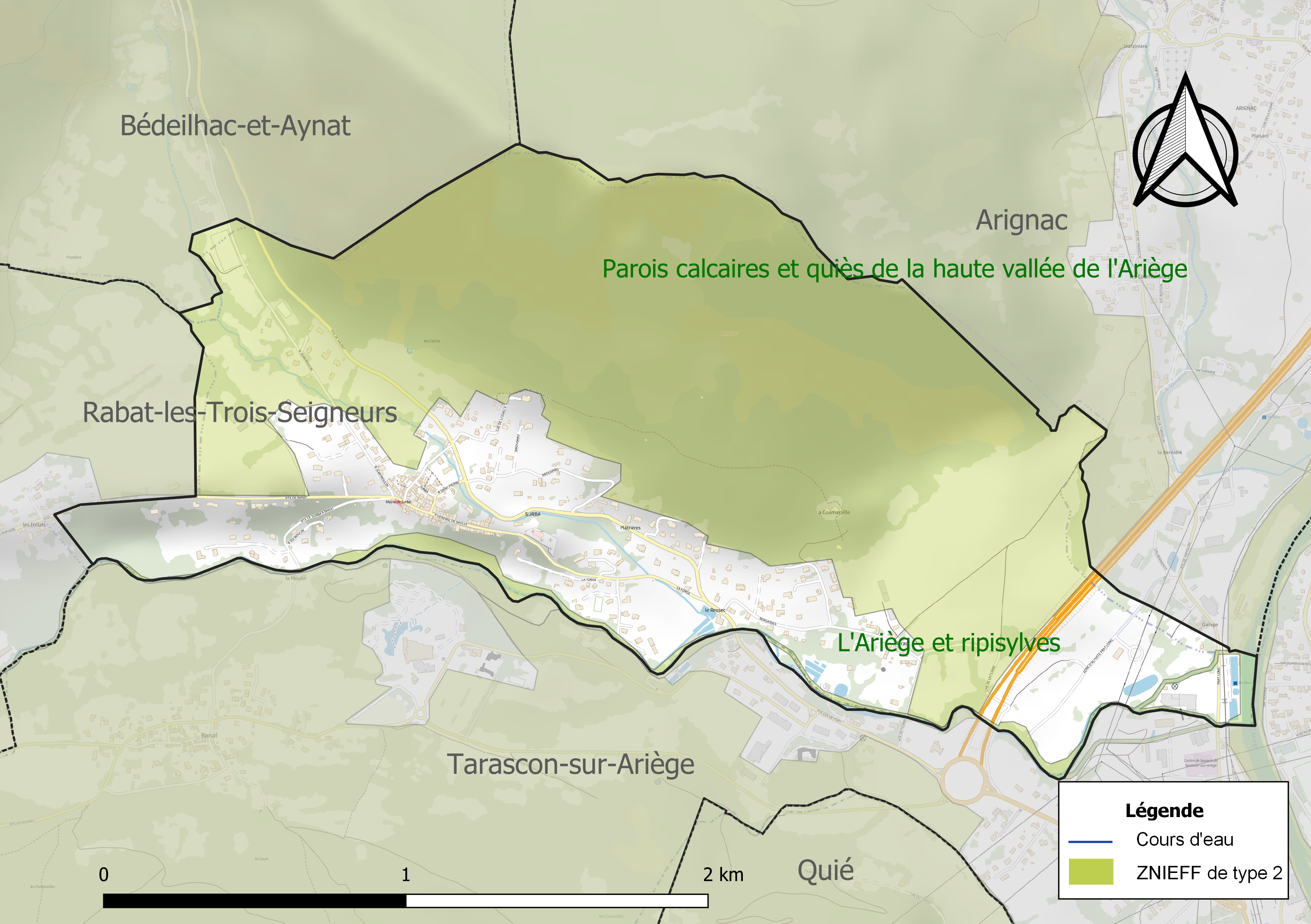
Carte des ZNIEFF de type 2 sur la commune.

## Urbanisme

### Typologie
Au 1er janvier 2024, Surba est catégorisée commune rurale à habitat dispersé, selon la nouvelle grille communale de densité à 7 niveaux définie par l'Insee en 2022.
Elle appartient à l'unité urbaine de Tarascon-sur-Ariège, une agglomération intra-départementale dont elle est une commune de la banlieue,. Par ailleurs la commune fait partie de l'aire d'attraction de Foix, dont elle est une commune de la couronne,. Cette aire, qui regroupe 38 communes, est catégorisée dans les aires de moins de 50 000 habitants,.

### Occupation des sols
L'occupation des sols de la commune, telle qu'elle ressort de la base de données européenne d’occupation biophysique des sols Corine Land Cover (CLC), est marquée par l'importance des forêts et milieux semi-naturels (50,4 % en 2018), en diminution par rapport à 1990 (58,9 %). La répartition détaillée en 2018 est la suivante : 
milieux à végétation arbustive et/ou herbacée (27,8 %), zones urbanisées (26,4 %), forêts (22,5 %), prairies (21,5 %), zones industrielles ou commerciales et réseaux de communication (0,9 %), zones agricoles hétérogènes (0,9 %). L'évolution de l’occupation des sols de la commune et de ses infrastructures peut être observée sur les différentes représentations cartographiques du territoire : la carte de Cassini (XVIIIe siècle), la carte d'état-major (1820-1866) et les cartes ou photos aériennes de l'IGN pour la période actuelle (1950 à aujourd'hui).

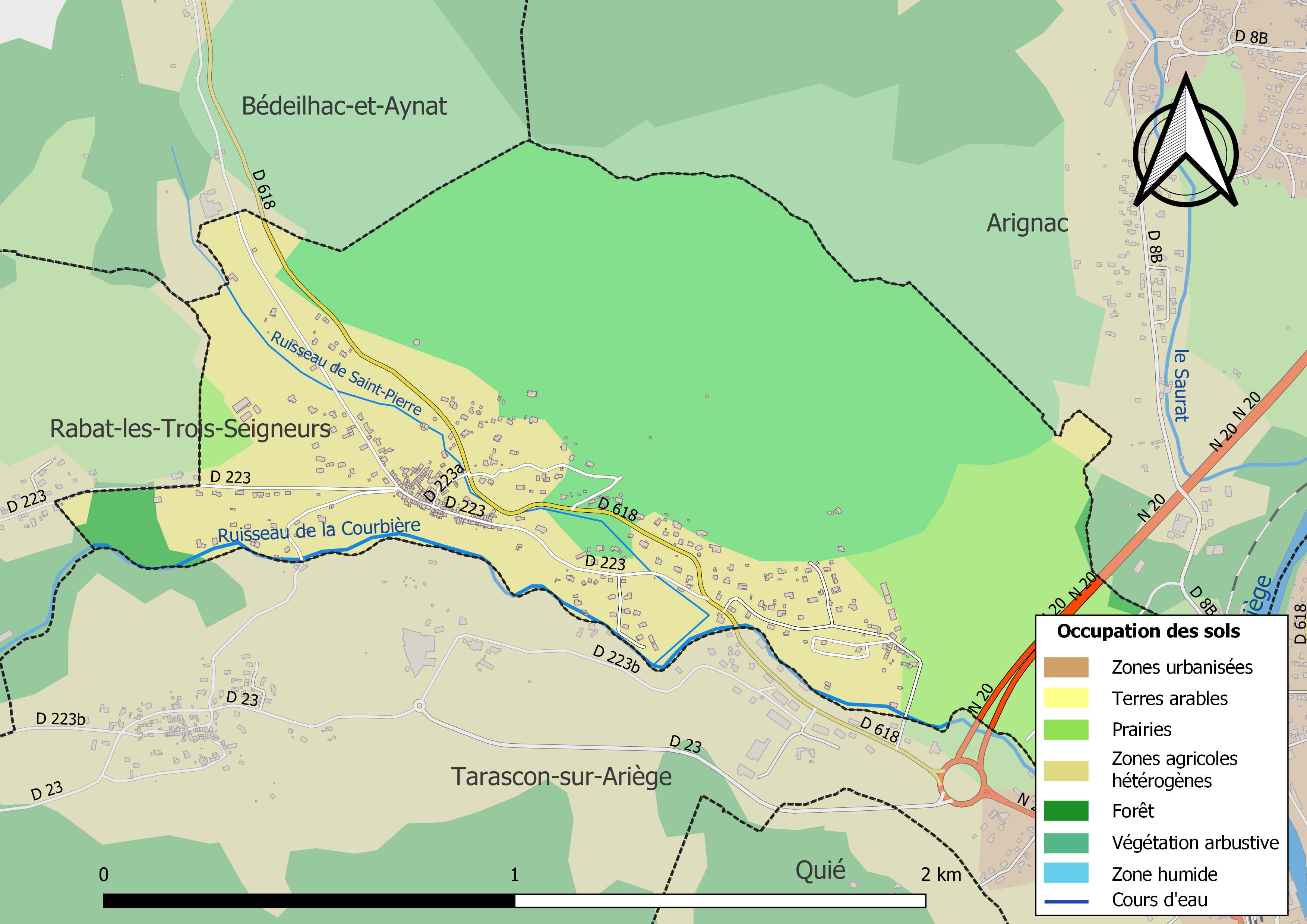
Carte des infrastructures et de l'occupation des sols de la commune en 2018 (CLC).

### Habitat et logement
En 2018, le nombre total de logements dans la commune était de 263, alors qu'il était de 306 en 2013 et de 228 en 2008.
Parmi ces logements, 60,1 % étaient des résidences principales, 30,8 % des résidences secondaires et 9,1 % des logements vacants. Ces logements étaient pour 88,2 % d'entre eux des maisons individuelles et pour 1,9 % des appartements.
Le tableau ci-dessous présente la typologie des logements à Surba en 2018 en comparaison avec celle de l'Ariège et de la France entière. Une caractéristique marquante du parc de logements est ainsi une proportion de résidences secondaires et logements occasionnels (30,8 %) supérieure à celle du département (24,6 %) et à celle de la France entière (9,7 %). Concernant le statut d'occupation de ces logements, 90 % des habitants de la commune sont propriétaires de leur logement (86 % en 2013), contre 66,3 % pour l'Ariège et 57,5 % pour la France entière.
| Typologie                                               | Surba | Ariège | France entière |
| ------------------------------------------------------- | ----- | ------ | -------------- |
| Résidences principales (en %)                           | 60,1  | 65,7   | 82,1           |
| Résidences secondaires et logements occasionnels (en %) | 30,8  | 24,6   | 9,7            |
| Logements vacants (en %)                                | 9,1   | 9,7    | 8,2            |

### Morphologie urbaine
Peuplé d'environ 400 habitants, il est niché sur les contreforts des falaises impressionnantes de la montagne du Soudour, site (anciennement) dédié à l'escalade et à l'observation ornithologique des rapaces (vautours, gypaètes, aigles), et la rivière de la Courbière. Il comporte aussi un hameau en aval du village, le hameau de Florac.
Autrefois village-rue typique, Surba a vu durant ces quarante dernières années sa population progresser, a profit d'une urbanisation périphérique. De nouveaux quartiers se sont développés, Florac, les Coumareilles, le Brougard, la Roche, la Beixane, au détriment du village d'origine qui, lui, a tendance à se vider.

### Voies de communication et transports
Accès avec la route nationale 20 et la route départementale D 618 ancienne route nationale 618, ainsi qu'avec le train en gare de Tarascon-sur-Ariège sur la ligne de Portet-Saint-Simon à Puigcerda (frontière).

### Risques majeurs
Le territoire de la commune de Surba est vulnérable à différents aléas naturels : inondations, climatiques (grand froid ou canicule), feux de forêts, mouvements de terrains et séisme (sismicité modérée). Il est également exposé à deux risques technologiques, le transport de matières dangereuses et la rupture d'un barrage,.

#### Risques naturels

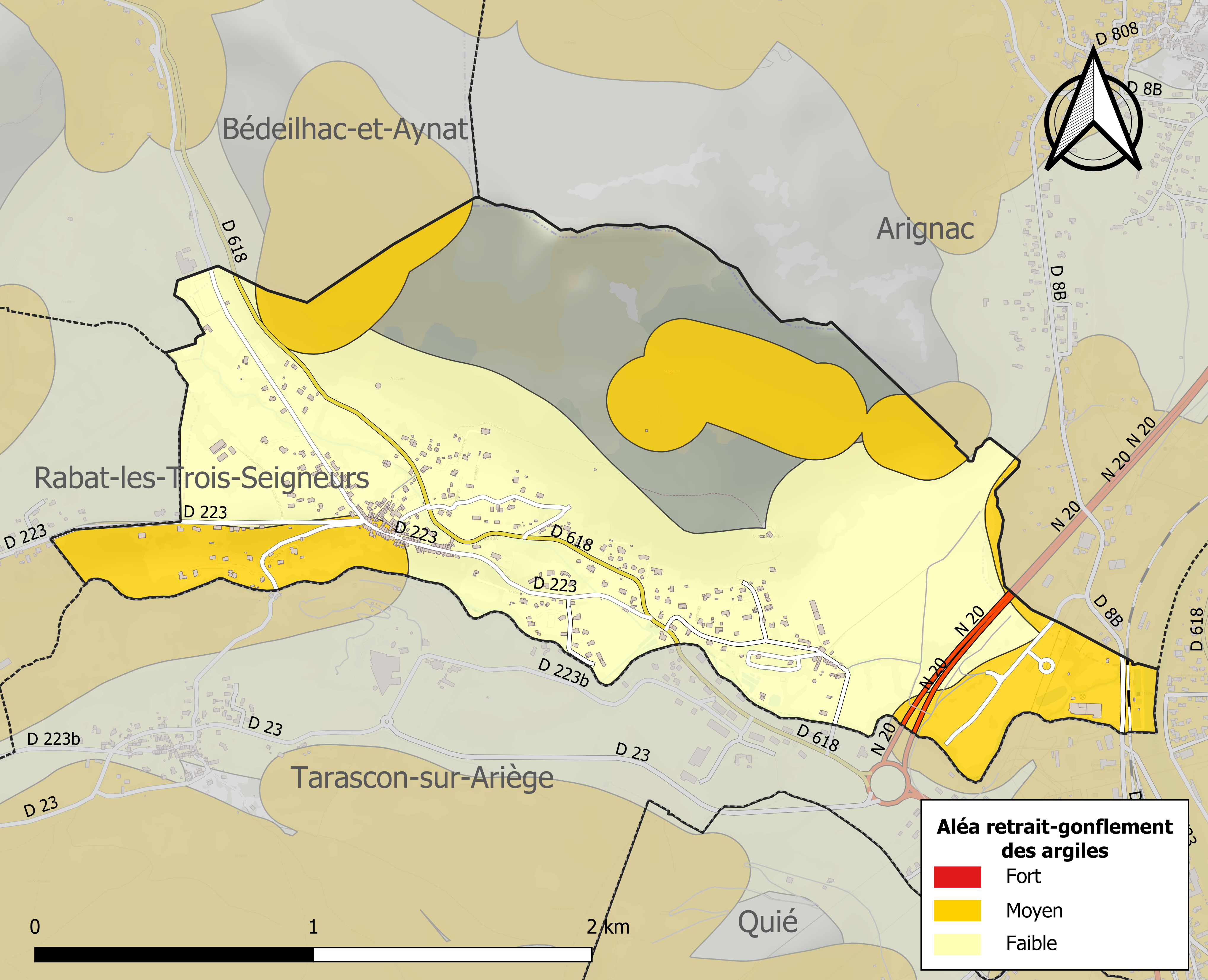
Zonage de l'aléa retrait-gonflement des argiles sur la commune de Surba.

Certaines parties du territoire communal sont susceptibles d’être affectées par le risque d’inondation par débordement, crue torrentielle d'un cours d'eau, l'Ariège, ou ruissellement d'un versant. L’épisode de crue le plus marquant dans le département reste sans doute celui de 1875. Parmi les inondations marquantes plus récentes concernant le cours d'eau de l'Ariège figurent la crue torrentielle de 1982 et les inondations de plaine de 1996 et de 2005 de la Basse vallée de l'Ariège.
Les mouvements de terrains susceptibles de se produire sur la commune sont soit des chutes de blocs, soit des glissements de terrains, soit des effondrements liés à des cavités souterraines, soit des mouvements liés au retrait-gonflement des argiles. Près de 50 % de la superficie du département est concernée par l'aléa retrait-gonflement des argiles, dont la commune de Surba. L'inventaire national des cavités souterraines permet par ailleurs de localiser celles situées sur la commune.
Près de 50 % de la superficie du département est concernée par l'aléa retrait-gonflement des argiles, dont la commune de Surba. L'inventaire national des cavités souterraines permet par ailleurs de localiser celles situées sur la commune.
Ces risques naturels sont pris en compte dans l'aménagement du territoire de la commune par le biais d'un plan de prévention des risques (PPR) inondation et mouvement de terrain approuvé le 30 décembre 2003.

#### Risques technologiques
Le risque de transport de matières dangereuses par une infrastructure routière ou ferroviaire ou par une canalisation de transport de gaz concerne la commune. Un accident se produisant sur une telle infrastructure est en effet susceptible d’avoir des effets graves au bâti ou aux personnes jusqu’à 350 m, selon la nature du matériau transporté. Des dispositions d’urbanisme peuvent être préconisées en conséquence.
Dans le département de l’Ariège on dénombre cinq grands barrages susceptibles d’occasionner des dégâts en cas de rupture. La commune fait partie des 80 communes susceptibles d’être touchées par l’onde de submersion consécutive à la rupture d’un de ces barrages.

## Histoire
La première mention de la commune remonte à 961, où "l'alleu de Sdrebane" apparaît comme une possession de l'ancien Prieuré de Saint-Volusien (Foix).
Deux mentions ultérieures, de 1182 et 1294 signalent le rattachement du village et du hameau à la seigneurie de Quié.
À la fin du XIVe siècle, le château de Florac appartient à l'épouse de Guilhem d'Arnave, seigneur de Miglos, Brunissen de Ravat (Rabat), dont la famille sera bientôt apparentée à la famille des Comtes de Foix.
Dotée d'un important gisement de gypse, une usine de fabrication de plâtre a fonctionné jusqu'en 1957.

## Politique et administration

### Découpage territorial
La commune de Surba est membre de la communauté de communes du Pays de Tarascon, un établissement public de coopération intercommunale (EPCI) à fiscalité propre créé le 21 juillet 1994 dont le siège est à Tarascon-sur-Ariège. Ce dernier est par ailleurs membre d'autres groupements intercommunaux.
Sur le plan administratif, elle est rattachée à l'arrondissement de Foix, au département de l'Ariège, en tant que circonscription administrative de l'État, et à la région Occitanie.
Sur le plan électoral, elle dépend du canton du Sabarthès pour l'élection des conseillers départementaux, depuis le redécoupage cantonal de 2014 entré en vigueur en 2015, et de la première circonscription de l'Ariège  pour les élections législatives, depuis le redécoupage électoral de 1986.

### Administration municipale
Le nombre d'habitants au recensement de 2011 étant compris entre 100 et 499, le nombre de membres du conseil municipal pour l'élection de 2014 est de onze,.

### Liste des maires
| Période                                  | Période   | Identité         | Étiquette | Qualité |
| ---------------------------------------- | --------- | ---------------- | --------- | ------- |
| mars 1977                                | mars 1989 | Aimé Granier     |           |         |
| mars 1989                                | mars 2001 | Roger Ricard     |           |         |
| mars 2001                                | mars 2020 | Firmin Hachaguer |           |         |
| mars 2020                                | en cours  | Henri Aychet     |           |         |
| Les données manquantes sont à compléter. |           |                  |           |         |

## Population et société

### Démographie
| 1793 | 1800 | 1806 | 1821 | 1831 | 1836 | 1841 | 1846 | 1851 |
| ---- | ---- | ---- | ---- | ---- | ---- | ---- | ---- | ---- |
| 193  | 171  | 223  | 229  | 262  | 277  | 270  | 292  | 296  |

| 1856 | 1861 | 1866 | 1872 | 1876 | 1881 | 1886 | 1891 | 1896 |
| ---- | ---- | ---- | ---- | ---- | ---- | ---- | ---- | ---- |
| 263  | 292  | 243  | 243  | 222  | 240  | 240  | 214  | 208  |

| 1901 | 1906 | 1911 | 1921 | 1926 | 1931 | 1936 | 1946 | 1954 |
| ---- | ---- | ---- | ---- | ---- | ---- | ---- | ---- | ---- |
| 205  | 207  | 225  | 160  | 150  | 153  | 163  | 166  | 197  |

| 1962 | 1968 | 1975 | 1982 | 1990 | 1999 | 2006 | 2007 | 2012 |
| ---- | ---- | ---- | ---- | ---- | ---- | ---- | ---- | ---- |
| 192  | 179  | 234  | 320  | 381  | 345  | 349  | 350  | 350  |

| 2017 | 2022 | - | - | - | - | - | - | - |
| ---- | ---- | - | - | - | - | - | - | - |
| 325  | 333  | - | - | - | - | - | - | - |

| selon la population municipale des années : | 1968 | 1975 | 1982 | 1990 | 1999 | 2006 | 2009 | 2013 |
| Rang de la commune dans le département      | 69   | 53   | 57   | 73   | 79   | 89   | 101  | 106  |
| Nombre de communes du département           | 340  | 328  | 330  | 332  | 332  | 332  | 332  | 332  |

### Enseignement
Surba fait partie de l'académie de Toulouse et ne dispose plus d'école.

### Activités sportives
- « Le communal », une aire de jeux pour enfants et un court de tennis à l'ombre des platanes.
- Cyclisme, pêche, randonnée pédestre...

## Économie

### Revenus
En 2018, la commune compte 153 ménages fiscaux, regroupant 329 personnes. La médiane du revenu disponible par unité de consommation est de 22 340 € (19 820 € dans le département).

### Emploi
| Division       | 2008  | 2013   | 2018   |
| -------------- | ----- | ------ | ------ |
| Commune        | 6,4 % | 5,9 %  | 4,8 %  |
| Département    | 8,9 % | 11,1 % | 11,2 % |
| France entière | 8,3 % | 10 %   | 10 %   |

En 2018, la population âgée de 15 à 64 ans s'élève à 182 personnes, parmi lesquelles on compte 74,6 % d'actifs (69,8 % ayant un emploi et 4,8 % de chômeurs) et 25,4 % d'inactifs,. Depuis 2008, le taux de chômage communal (au sens du recensement) des 15-64 ans est inférieur à celui de la France et du département.
La commune fait partie de la couronne de l'aire d'attraction de Foix, du fait qu'au moins 15 % des actifs travaillent dans le pôle,. Elle compte 39 emplois en 2018, contre 35 en 2013 et 26 en 2008. Le nombre d'actifs ayant un emploi résidant dans la commune est de 128, soit un indicateur de concentration d'emploi de 30,4 % et un taux d'activité parmi les 15 ans ou plus de 46 %.
Sur ces 128 actifs de 15 ans ou plus ayant un emploi, 20 travaillent dans la commune, soit 15 % des habitants. Pour se rendre au travail, 89,3 % des habitants utilisent un véhicule personnel ou de fonction à quatre roues, 3,8 % s'y rendent en deux-roues, à vélo ou à pied et 6,9 % n'ont pas besoin de transport (travail au domicile).

### Activités hors agriculture
31 établissements sont implantés  à Surba au 31 décembre 2019. Le tableau ci-dessous en détaille le nombre par secteur d'activité et compare les ratios avec ceux du département,.
| Secteur d'activité                                                                                        | Commune | Commune | Département |
| Secteur d'activité                                                                                        | Nombre  | %       | %           |
| --- | ------- | ------- | ----------- |
| Ensemble                                                                                                  | 31      |         |             |
| Industrie manufacturière, industries extractives et autres                                                | 1       | 3,2 %   | (12,9 %)    |
| Construction                                                                                              | 8       | 25,8 %  | (14,2 %)    |
| Commerce de gros et de détail, transports, hébergement et restauration                                    | 6       | 19,4 %  | (27,5 %)    |
| Activités immobilières                                                                                    | 3       | 9,7 %   | (4,2 %)     |
| Activités spécialisées, scientifiques et techniques et activités de services administratifs et de soutien | 7       | 22,6 %  | (13,2 %)    |
| Administration publique, enseignement, santé humaine et action sociale                                    | 2       | 6,5 %   | (14,4 %)    |
| Autres activités de services                                                                              | 4       | 12,9 %  | (8,8 %)     |

Le secteur de la construction est prépondérant sur la commune puisqu'il représente 25,8 % du nombre total d'établissements de la commune (8 sur les 31 entreprises implantées  à Surba), contre 14,2 % au niveau départemental.

### Agriculture
|                                   | 1988 | 2000 | 2010 |
| --------------------------------- | ---- | ---- | ---- |
| Exploitations                     | 5    | 3    | 4    |
| Superficie agricole utilisée (ha) | 113  | 215  | 231  |

La commune fait partie de la petite région agricole dénommée « Région pyrénéenne ». En 2010, l'orientation technico-économique de l'agriculture  sur la commune est l'élevage de bovins, lait, élevage et viande combinés. Quatre exploitations agricoles ayant leur siège dans la commune sont dénombrées lors du recensement agricole de 2010 (cinq en 1988). La superficie agricole utilisée est de 231 ha.

## Culture locale et patrimoine

### Lieux et bâtiments
- Église Saint-Nicolas caractéristique du premier art roman méridional. L'édifice est inscrit à l'inventaire des monuments historiques depuis 1977[68] avec six objets référencés dans la Base Palissy (voir les notices liées)[68].
- Chapelle (1676)
- Château de Florac (XIVe siècle) mentionné pour la première fois dans des écrits officiels en 1401.
- Les plâtrières de Surba ont bénéficié d'une aide de la Fondation du patrimoine en 2019 pour réhabiliter le site[69],[70].
- Roc de Sédour ou Soudour (1 043 m), impressionnante masse rocheuse escarpée, qui abrite aussi la grotte préhistorique de Bédeilhac, c'est un site pour la pratique de l'escalade et surtout l'observation des grands rapaces, comme les gypaètes barbus ou les vautours.

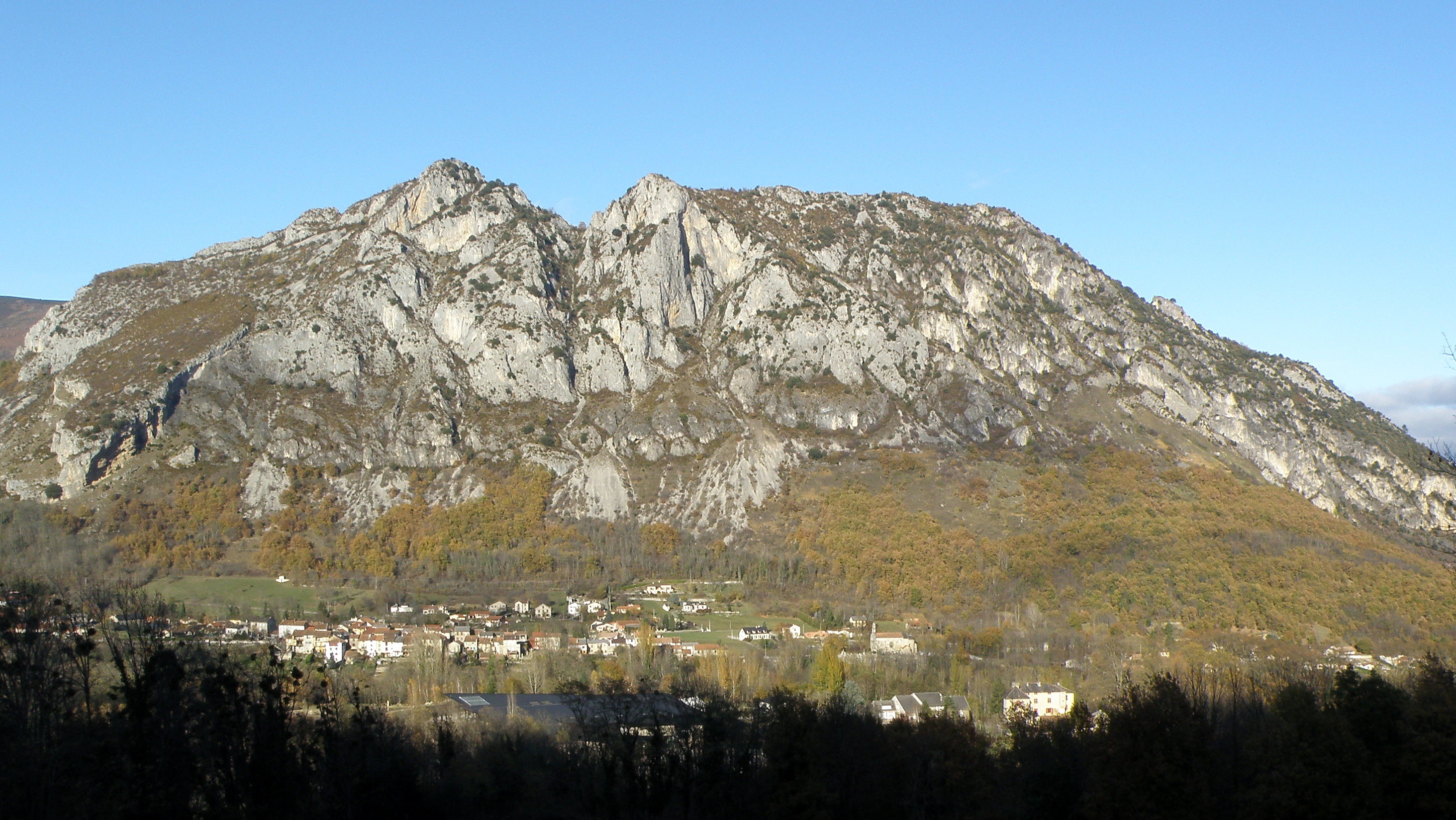
Vue sur le village et le massif du Sédour.
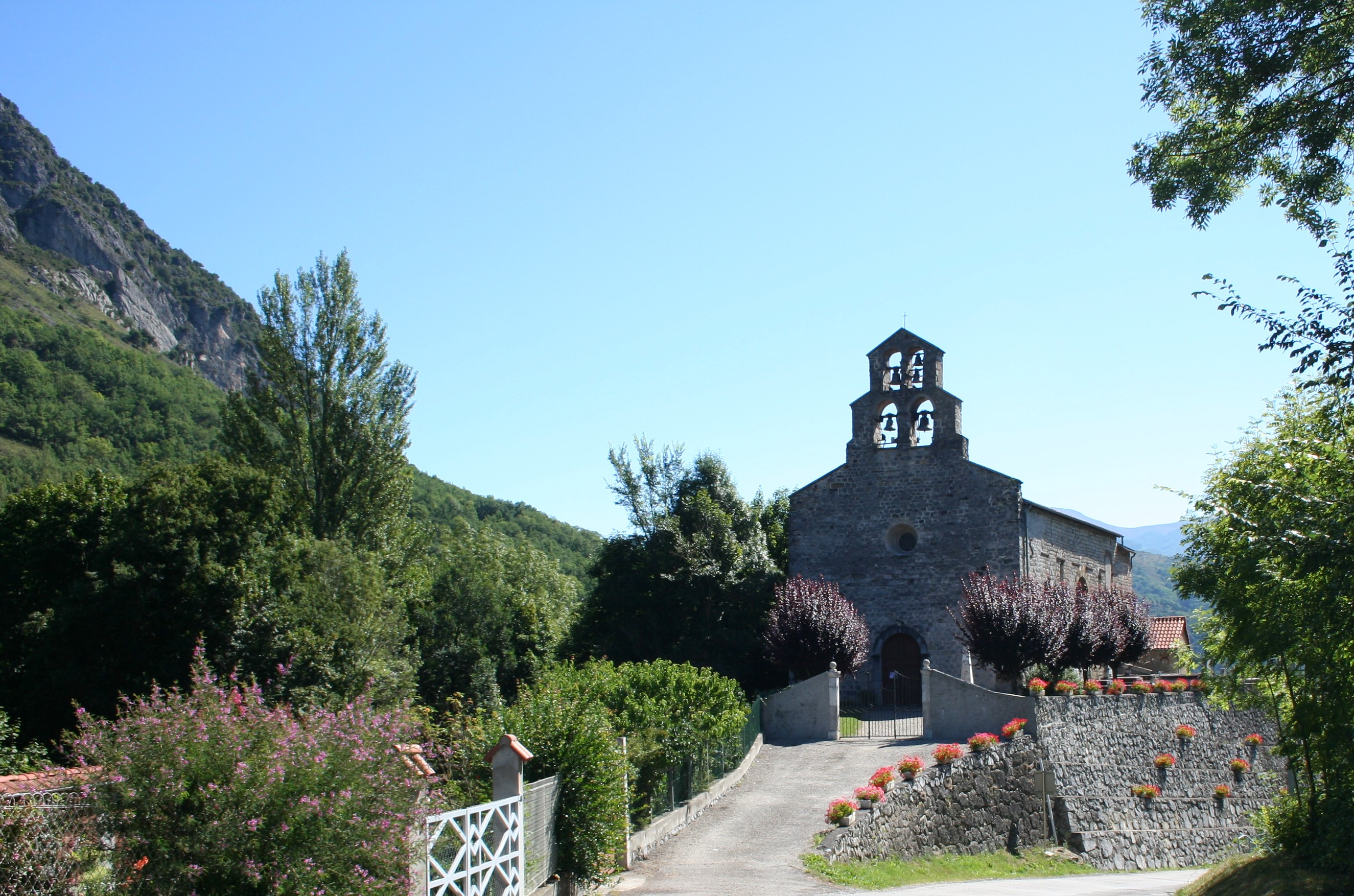
Église Saint-Nicolas de Surba.

### Personnalités liées à la commune
- Joseph Salvat (1889-1972), prêtre et professeur à l'Institut catholique de Toulouse, il fut avant tout un grand poète félibre et défenseur de la langue occitane.

## Pour approfondir